# Goliath (Six Flags Over Georgia)
Goliath in Six Flags Over Georgia (Austell, Georgia, USA) ist eine Stahlachterbahn vom Modell Hyper Coaster des Herstellers Bolliger & Mabillard, die am 1. April 2006 eröffnet wurde.
Die Bahn ist 61 m hoch, die Länge beträgt 1365,5 m und sie erreicht eine Höchstgeschwindigkeit von 112,7 km/h. Sie befindet sich auf einer Fläche von 3,4 Hektar und ist die vierte Achterbahn des Herstellers in Six Flags Over Georgia.

## Züge
Goliath besitzt zwei Züge mit jeweils neun Wagen. In jedem Wagen können vier Personen (eine Reihe à vier Personen) Platz nehmen. Als Rückhaltesystem kommen Schoßbügel zum Einsatz.

## Vorfall
Im Juli 2006 starb ein 45 Jahre alter Mann während einer Fahrt auf Goliath, nachdem er einen Herzinfarkt bekam. Als der Zug die Station erreichte, war er bereits bewusstlos. Eine Autopsie stellte fest, dass der Mann eine angeborene Herzkrankheit besaß und es wurde erwartet, dass der Leichenbeschauer einen natürlichen Tod als Grund nennen würde. Goliath wurde für zwei Stunden zur Inspektion geschlossen, es wurden aber keine Fehler festgestellt.